# Zamek Królewski w Niepołomicach
Zamek Królewski w Niepołomicach – gotycki zamek królewski z połowy XIV wieku przebudowany w stylu renesansowym znajdujący się w centrum Niepołomic.

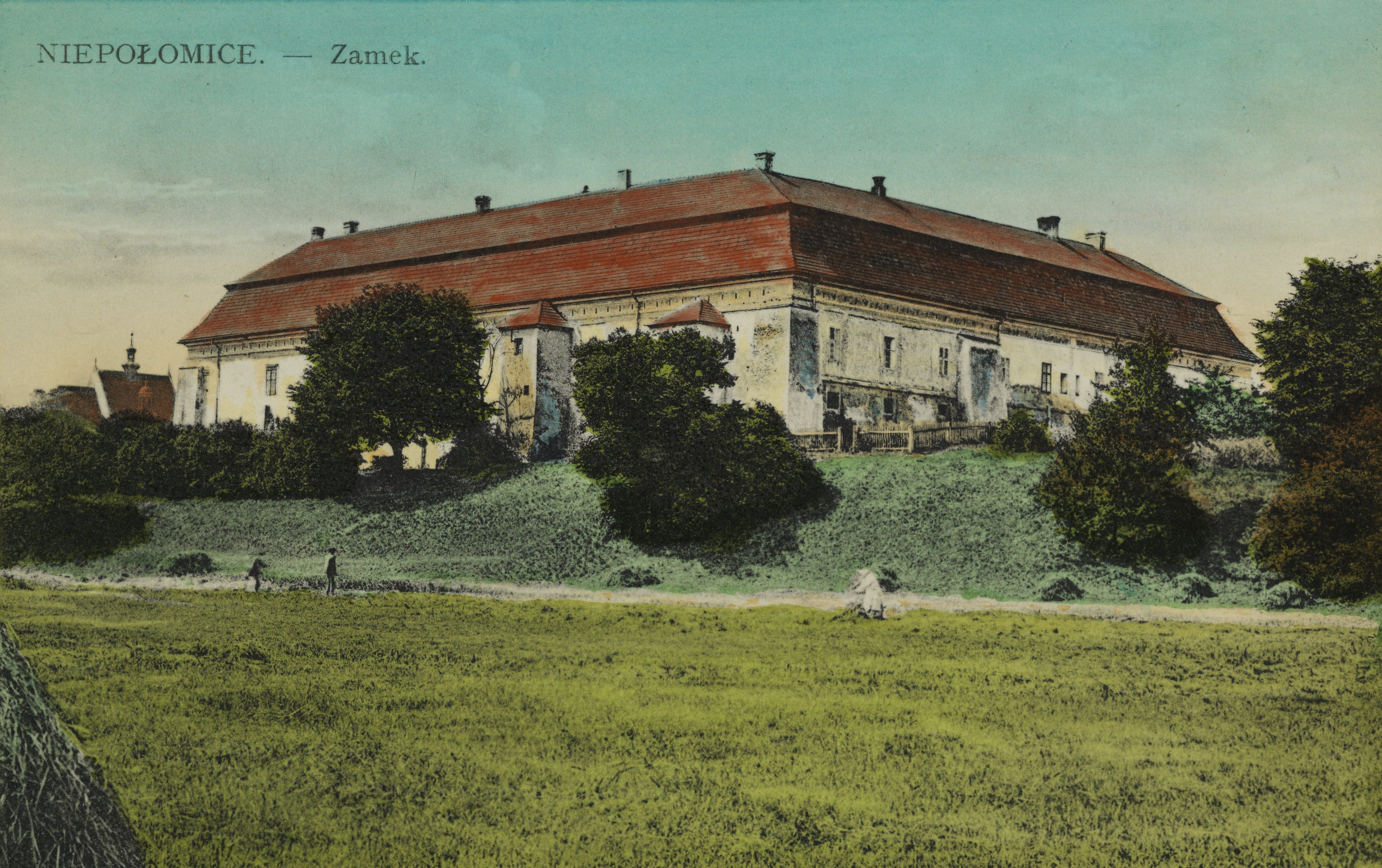
Zamek w Niepołomicach około 1912

Ten obszerny zamek nazywany jest "drugim Wawelem". Został wybudowany z rozkazu króla Kazimierza Wielkiego na skarpie pradoliny Wisły. Miał pełnić również funkcje obronne. Wyruszały z niego wyprawy myśliwskie do pobliskiej Puszczy Niepołomickiej. Zamek składał się z trzech wież, budynków w skrzydle południowym i wschodnim oraz murów kurtynowych wokół dziedzińca. Równolegle powstała osada Niepołomice, mająca pełnić funkcje usługowe dla zamku i dworu. 
Dzieło kazimierzowskie kontynuowali następni królowie: Władysław II Jagiełło, Zygmunt I Stary, a następnie Zygmunt II August. Za czasów króla Władysława Jagiełły zwoływano na zamek zjazdy koronne. Odbywały się też w nim sądy. W dniach 24–26 listopada 1419 r. w Niepołomicach król Jagiełło i królowa Elżbieta przyjmowali uroczyście książąt śląskich Jana II Żelaznego raciborskiego, Eufemię księżną cieszyńską, piastowskiego księcia Kazimierza I oświęcimskiego, Bernarda niemodlińskiego i Konrada Kantnera oleśnickiego. Zygmunt I Stary gruntownie zamek przebudował, nadając mu formę czworoboku z dziedzińcem wewnętrznym. Był schronieniem dla dworu królewskiego w okresie panującej w Krakowie epidemii (1527). W 1550 roku wielki pożar zniszczył skrzydło wschodnie i północne. 

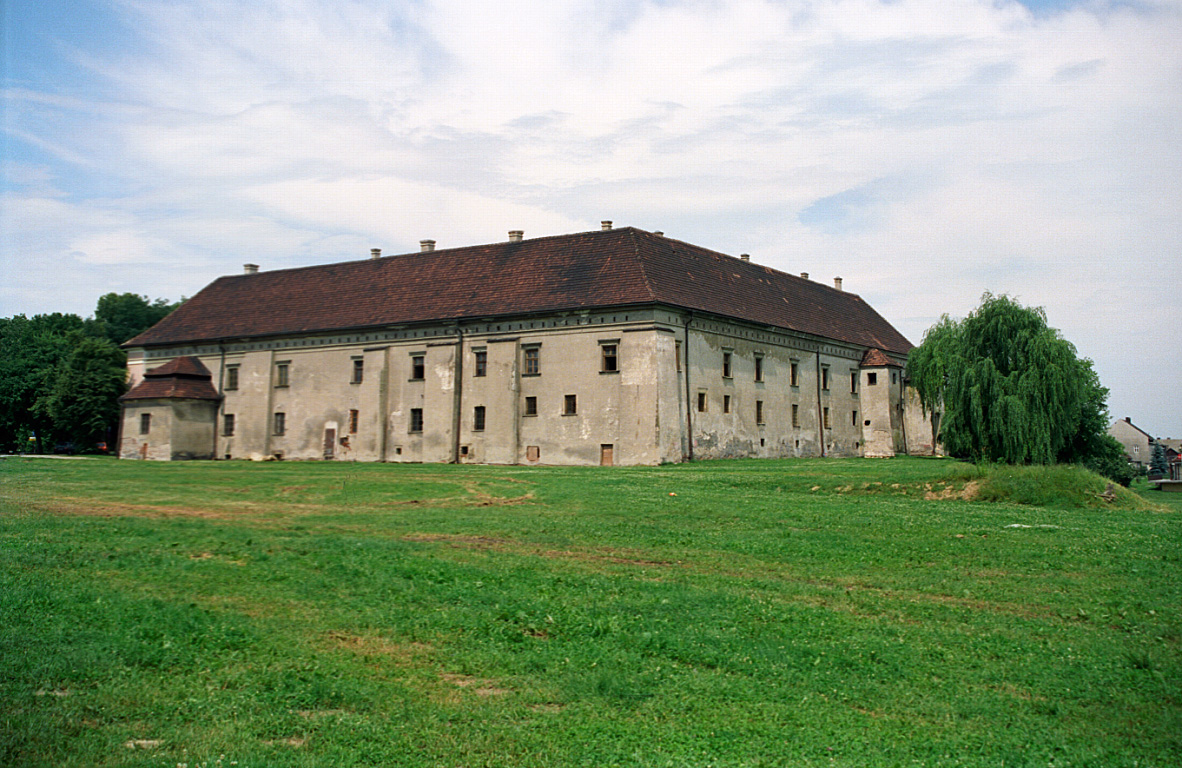
Zamek przed renowacją

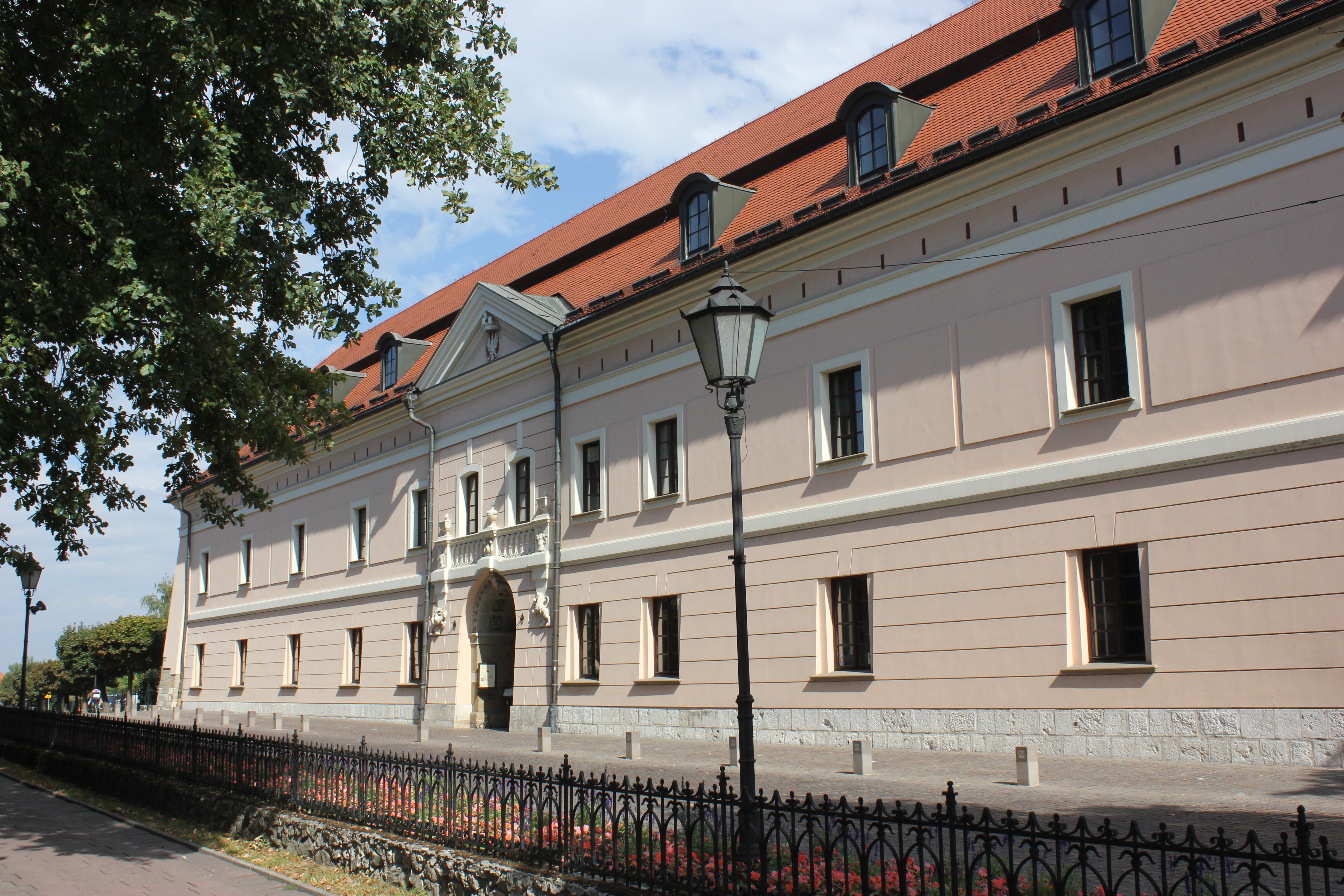
Brama główna na zamek

Za panowania króla Zygmunta Augusta odbudowano i przebudowano zamek. Prace prowadzono w latach 1551–1568 pod kierunkiem Tomasza Grzymały oraz rzeźbiarza Santi Gucciego. Wybudowano m.in. klatki schodowe od strony dziedzińca i krużganki wsparte na trzech słupach. Zasługą królowej Bony były ogrody włoskie usytuowane przy południowym skrzydle ("ogrody królowej Bony"). Od końca XVI wieku zamek przechodził w ręce rodów szlacheckich: Curyłów, Branickich, Lubomirskich. W tym czasie zmieniany był jedynie wystrój wnętrz, przebudowano kominki i stropy. Większą zmianą była przebudowa krużganków na wczesnobarokowe w latach 1635–1637. 
Najazd Szwedów w 1655 roku przyniósł kres świetności tej królewskiej budowli. Zamek zamieniono na magazyn żywności, zniszczono kościół, złupiono miasto. Od połowy XVIII wieku zamek przejął król August Mocny później August III. Podjęto jedynie próby remontu. Po rozbiorze Polski w 1772 roku zamek wraz z miastem przeszedł pod panowanie Austrii. Austriacy zmienili wystrój zamku przeznaczając go na koszary, rozebrali też drugie piętro, wzmocnili mury skarpami i przyporami. W drugiej połowie XIX wieku do I wojny światowej zamek pełnił funkcje mieszkaniowe, magazynowe. W okresie międzywojennym i powojennym zamek pełnił funkcję obiektu użyteczności publicznej. W czasie wojny zamek przeszedł w ręce niemieckie. W okresie powojennym budowla popadała w ruinę. Od 1991 roku, kiedy stał się własnością Gminy Niepołomice, przystąpiono do kompleksowych prac renowacyjnych. Po kilku latach remontów i prac adaptacyjnych, trwających do 2007, królewska siedziba odzyskała swą dawną świetność. 

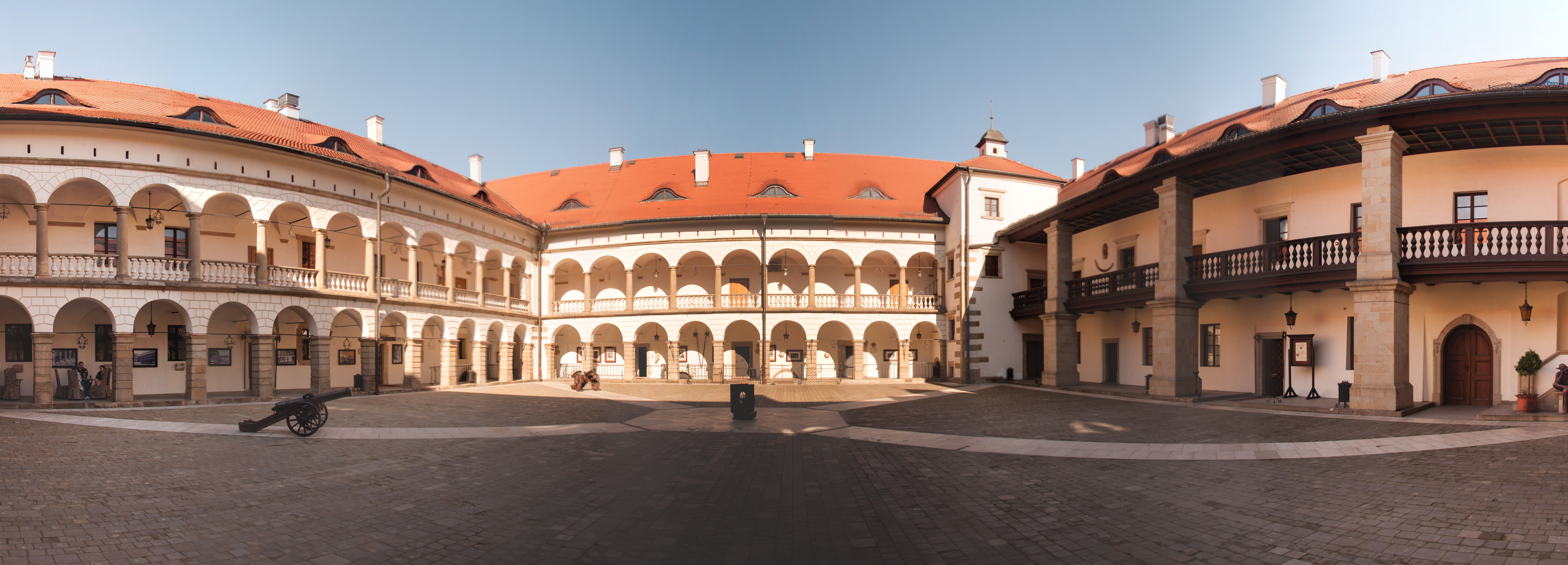
Panorama dziedzińca zamkowego i barokowe krużganki

Przez wieki zamek był rezydencją królów polskich. Obecnie zamek otwarty jest dla gości i turystów. Mieści się w nim także hotel i centrum konferencyjne. Od 2001 roku w komnatach zamkowych działa Muzeum Niepołomickie prezentujące wystawy malarstwa, łowiectwa, historii miasta oraz zbiory Włodzimierza Puchalskiego. 
Zamkiem Królewskim zarządza Zamek Królewski sp. z o.o. prowadząc zarówno działalność komercyjną (organizacja wydarzeń okolicznościowych, prowadzenie restauracji), jak i kulturalną (organizując recitale, koncerty czy spektakle). 
W zamku ma swoją siedzibę chór Towarzystwa Miłośników Muzyki i Śpiewu w Niepołomicach "Cantata".

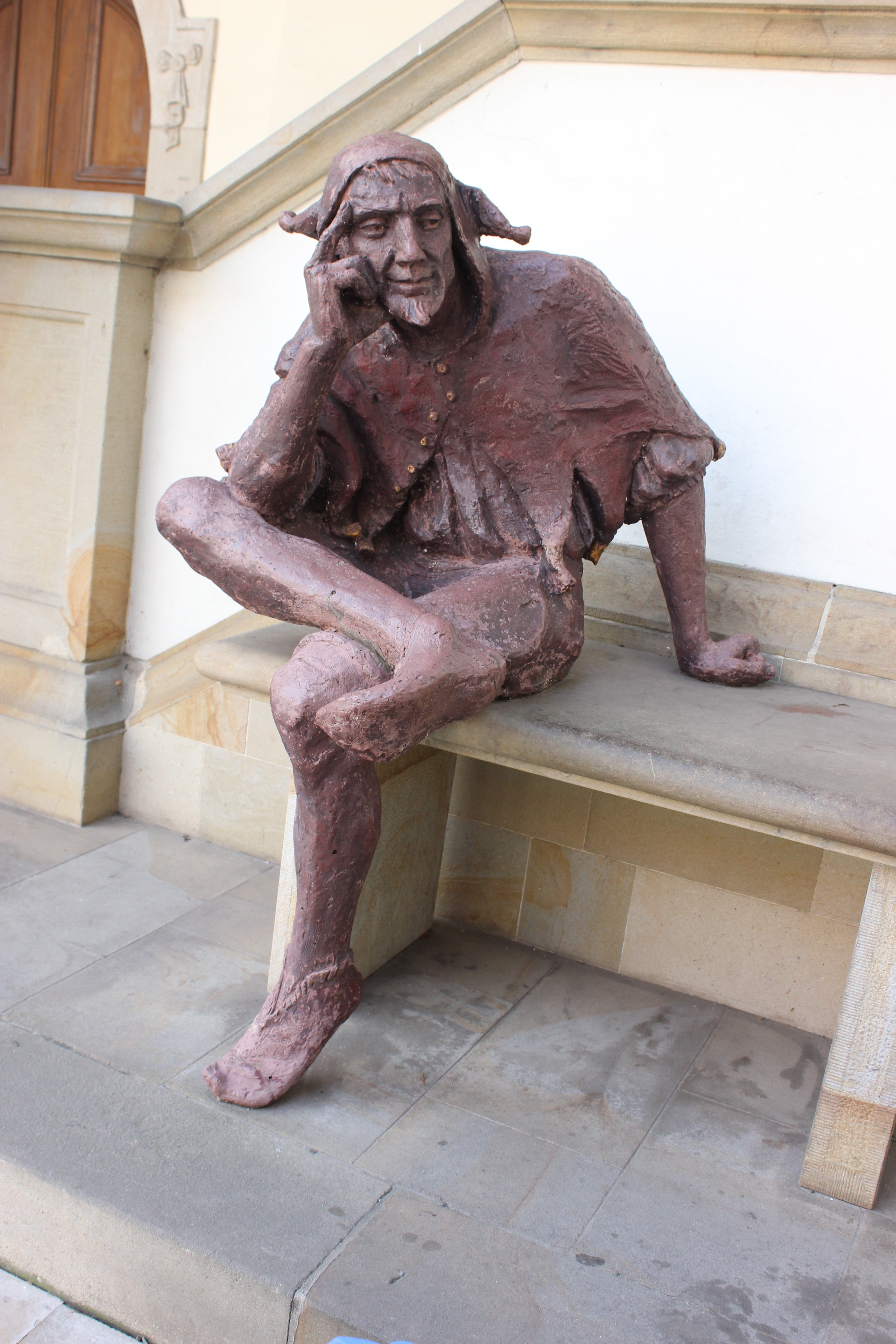
Pomnik Stańczyka